# 森田民夫
森田 民夫（もりた たみお、1902年（明治35年）7月18日 - 没年不明）は、昭和時代前期の台湾総督府官僚。

## 経歴
和歌山県那賀郡に生まれる。1928年（昭和3年）3月、京都帝国大学経済学部を卒業し、同年高等試験行政科に合格。1930年（昭和5年）4月、台湾総督府内務局に出仕する。1933年（昭和8年）10月、地方理事官となり新竹州中壢郡守に任じ、花蓮港庁庶務課長、府事務官、興亜院事務官、官房情報課長などを歴任し、1942年（昭和17年）1月に官を辞し、皇民奉公会中央本部参事となった。